# Micumasa Jonai
Micumasa Jonai (japonsky 米内 光政; 2. března 1880, Morioka prefektura Iwate Japonsko – 20. dubna 1948, tamtéž) byl admirál Japonského císařského námořnictva, ministr námořnictva a předseda vlády.

## Biografie
Jonai se narodil Morioce v prefektuře Iwate jako první syn ex-samuraje sloužícího klanu Nanbu. Ve 29. ročníku, v roce 1901, absolvoval japonskou císařskou námořní akademii, v pořadí absolventů skončil 68. ze 125 kadetů. Na moři nejprve sloužil na korvetě Kongó, poté na pancéřovém křižníku Tokiwa. Téměř celou rusko-japonskou válku strávil v administrativě, teprve na konci války vyplul znovu na moře na torpédoborci Inazuma a pancéřovém křižníku Iwate.
Po válce působil jako hlavní dělostřelecký důstojník na křižníku Niitaka, bitevní lodi Šikišima a křižníku Tone. Po povýšení na poručíka v prosinci 1912 absolvoval postgraduální studia na námořní válečné akademii a v letech 1915 až 1917 byl přidělen jako námořní atašé do Ruska během vrcholící první světové války. V zámoří byl povýšen, po zhroucení Ruské říše byl povolán zpět do Japonska a později se stal výkonným důstojníkem bitevní lodi Asahi. V prosinci 1920 byl povýšen do hodnosti kapitána, poté v letech 1921 až 1922 sloužil jako námořní atašé v Polsku.
V listopadu 1933 byl pověřen velením námořní základně Sasebo. Odtud vyplula 12. března 1934 torpédovka Tomozuru k nočnímu cvičení. Za bouře se převrátila, což přivedlo k úvahám nad stabilitou japonských válečných lodí. Jako přímý důsledek nehody byly provedeny konstrukční změny mnoha hotových plavidel a pozměněny návrhy na stavbu dalších.
V době, kdy velel v Jokosuce, vypukl v Tokiu pokus o státní převrat. V noci, kdy k pokusu došlo, byl Jonai na návštěvě u své milenky ve čtvrti Šinbaši, jen pár bloků odtud, ale nic netušil, dokud nebyl následujícího rána po návratu na základnu o situaci zpraven.

## Ministr námořnictva
V dubnu 1937 dosáhl hodnosti admirála a stal se ministrem námořnictva v kabinetu předsedy vlády Sendžúró Hajašiho. Funkci podržel až do srpna 1939, sloužil ve vládách Fumimara Konoe a Kiičiró Hiranumy. Když se stal Nobujuki Abe premiérem, zůstal Jonai členem Nejvyšší válečné rady.

## Předseda vlády
Ještě jednou se vrátil do funkce ministra námořnictva. V kabinetu vedeném Kuniaki Koisem současně zastával i funkci místopředsedy vlády. V té době Spojenci dobyli Saipan.
Ministrem námořnictva zůstal i ve vládě Kantaró Suzukiho. V posledních týdnech před kapitulací podporoval, proti vojenské opozici, premiéra Suzukiho v jeho snaze o přijetí Postupimské deklarace.
I ve vládách Naruhiko Higašikuniho a Kidžúró Šidehary zastával post ministra námořnictva, v této funkci řídil od srpna 1945 demobilizaci a rozpuštění válečného loďstva.
Většinu života trpěl vysokým krevním tlakem, ale v roce 1948 zemřel v osmašedesáti letech na zápal plic. Pohřben je v rodné Morioce.